# Hopesay
Hopesay – wieś w Anglii, w hrabstwie Shropshire. Leży 31 km na południe od miasta Shrewsbury i 217 km na północny zachód od Londynu.